# Stenamma punctatoventre
Stenamma punctatoventre är en myrart som beskrevs av Roy R. Snelling 1973. Stenamma punctatoventre ingår i släktet Stenamma och familjen myror. Inga underarter finns listade i Catalogue of Life.

## Bildgalleri

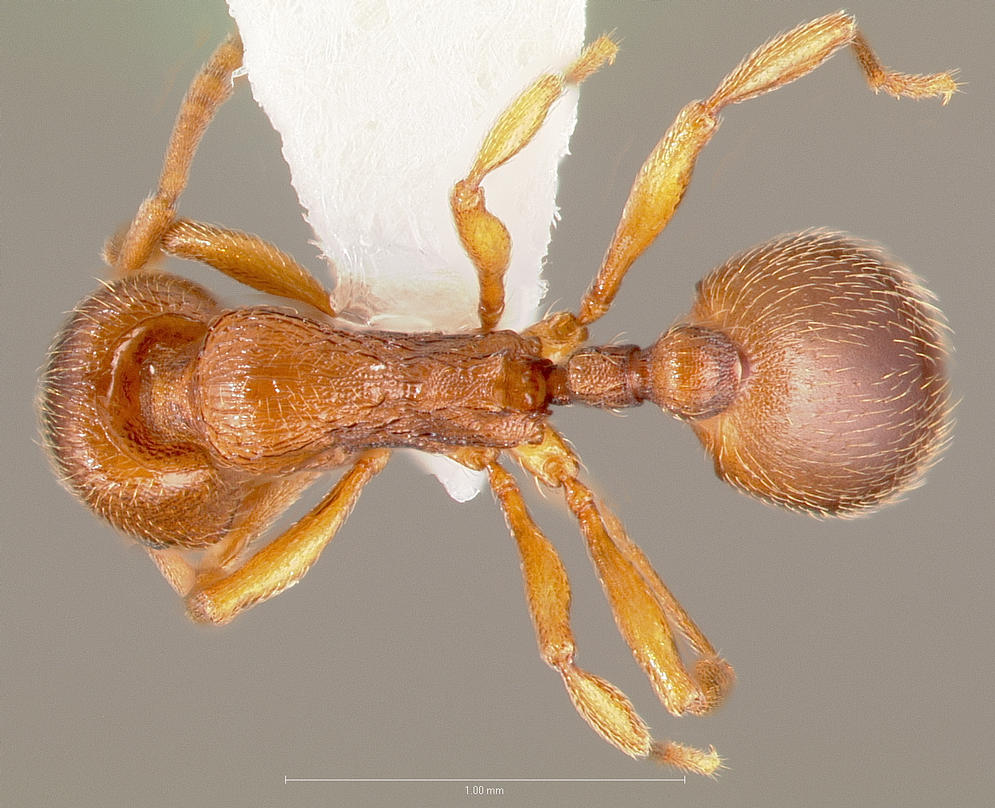
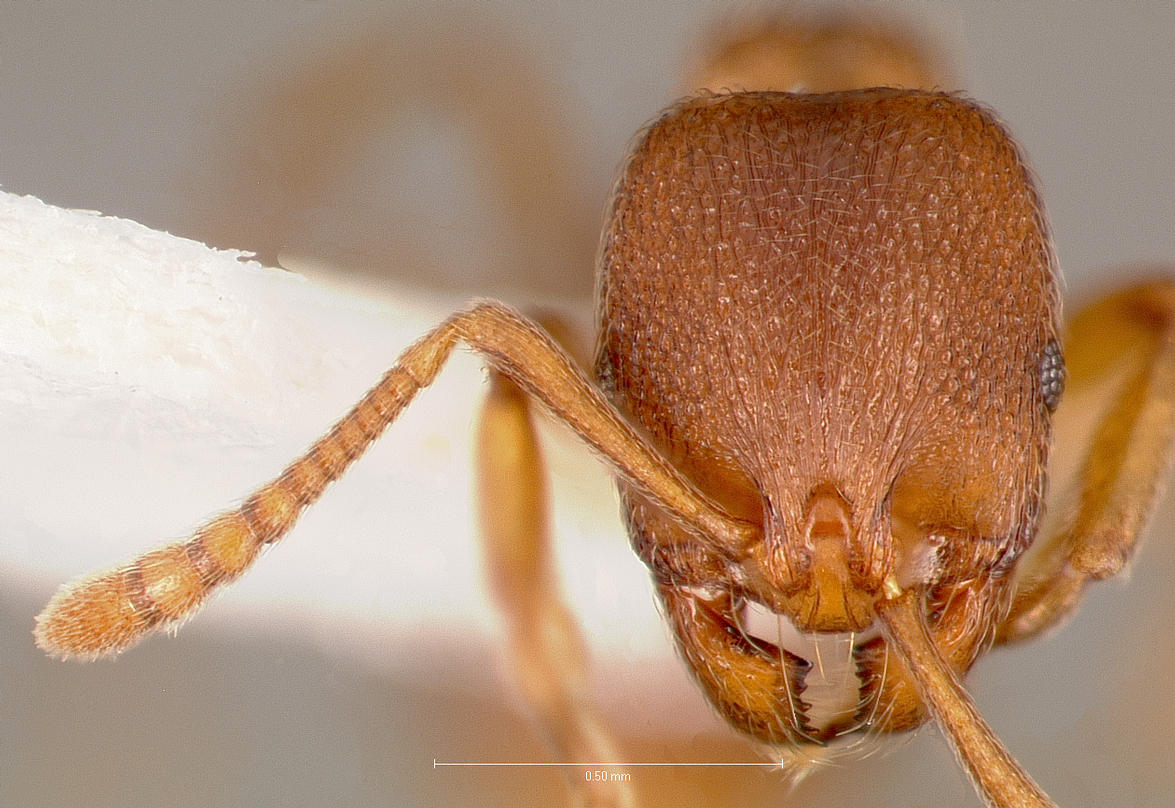
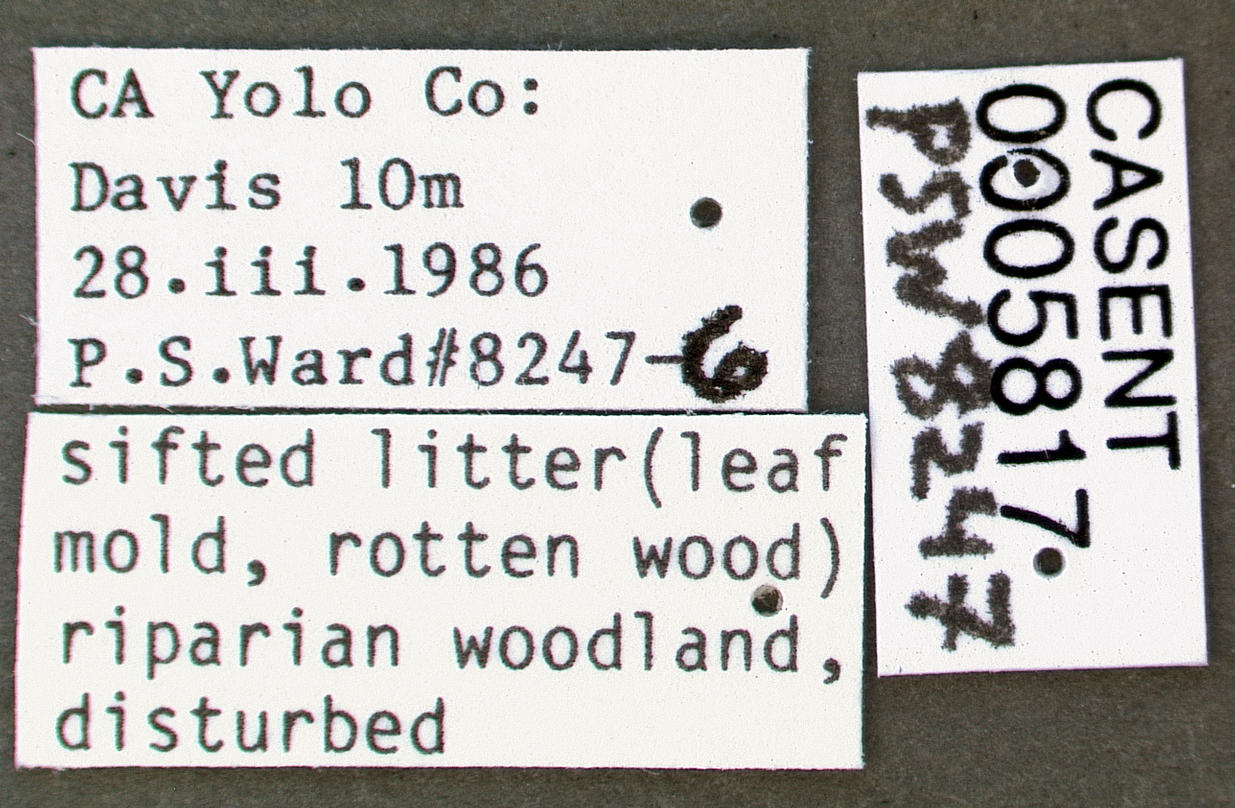
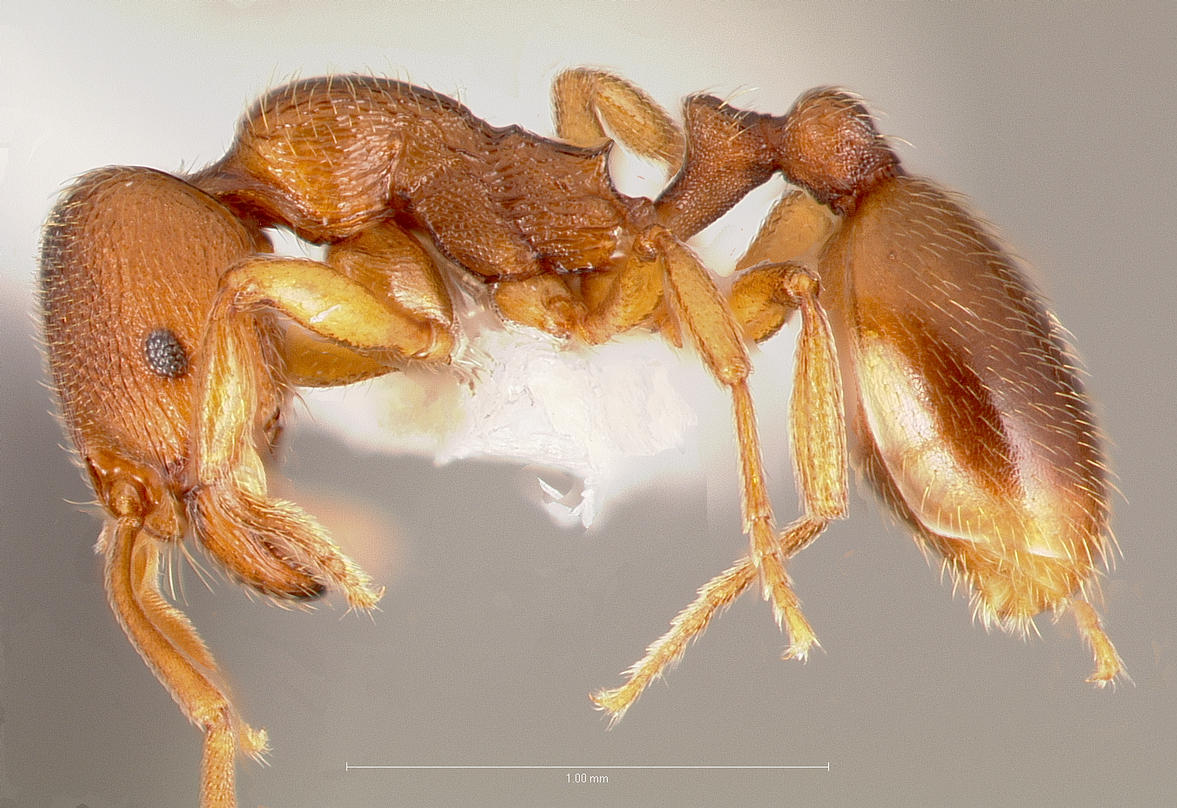